# Stadtbibliothek Landau
Die Stadtbibliothek Landau ist eine Bibliothek in Landau in der Pfalz.

## Gebäude
Die Bibliothek ist in den erhaltenen, denkmalgeschützten Teilen des ehemaligen Schlachthofs untergebracht. Dieser war von 1893 bis 1899 erbaut worden. Überdauert haben die fünfschiffige Schlachthalle (Nr. 10) sowie der Wasserturm (Nr. 5). Sie stellen Mischformen aus Neurenaissance und Jugendstil dar.

## Geschichte
Die Stadtbibliothek Landau wurde 1937 gegründet und ging aus der Bücherei der Landauer Kulturgemeinde hervor. Sie war zunächst am Obertorplatz unmittelbar am Französischen Tor untergebracht. Ab 1969 wurden Zweigstellen in Horst sowie den eingemeindeten Stadtteilen Godramstein, Queichheim und Wollmesheim eingerichtet.
Aufgrund von Platzmangel wurde bereits 1991 ein Umzug ins Auge gefasst. Als neuer Standort wurde das Schlachthofgelände ausgewählt, das ab 1992 brachlag. Ursprünglich sollte der Umzug bereits 1997 stattfinden, aufgrund baulicher Probleme verschob dieser sich jedoch um ein Jahr. Seit 2000 ist die Bibliothek mit dem Internet verknüpft.